# Legione del Matese
La Legione del Matese fu un corpo volontario formatosi in Italia meridionale nel 1860, per contribuire alla liberazione del Sud Italia e all'unificazione del Meridione al resto della penisola.
Costituita a Piedimonte d'Alife il 25 agosto, per volere del patriota Beniamino Caso, che la finanziò; il comando fu affidato da Giuseppe Garibaldi a Giuseppe de Blasiis, sostituito poi il 13 ottobre al maggiore Bonaventura Campagnano.
La formazione, forte di 435 uomini, quasi tutti provenienti da Larino, era disposta su due compagnie. Ricevette armi e una bandiera propria da Salvatore Pes, marchese di Villamarina.
Operò nel beneventano e nell'isernino, sostenendo le truppe dell'esercito italiano contro la reazione borbonica; fu coinvolta nel sanguinoso episodio della battaglia di Pettorano.
Sebbene il provvedimento dell'11 dicembre ne avesse decretato lo scioglimento, la formazione continuò ad operare con compiti di ordine pubblico fino agli inizi del 1861, venendo sciolta l'8 marzo a Caserta dal comandante militare della Terra del Lavoro, il colonnello Materazzo.
La bandiera della Legione fu consegnata al Comune di Piedimonte Matese nel 1909, ed è custodita nel Museo civico Raffaele Marrocco.